# Beverly Hills
|  | Per a altres significats, vegeu «Beverly Hills (desambiguació)». |

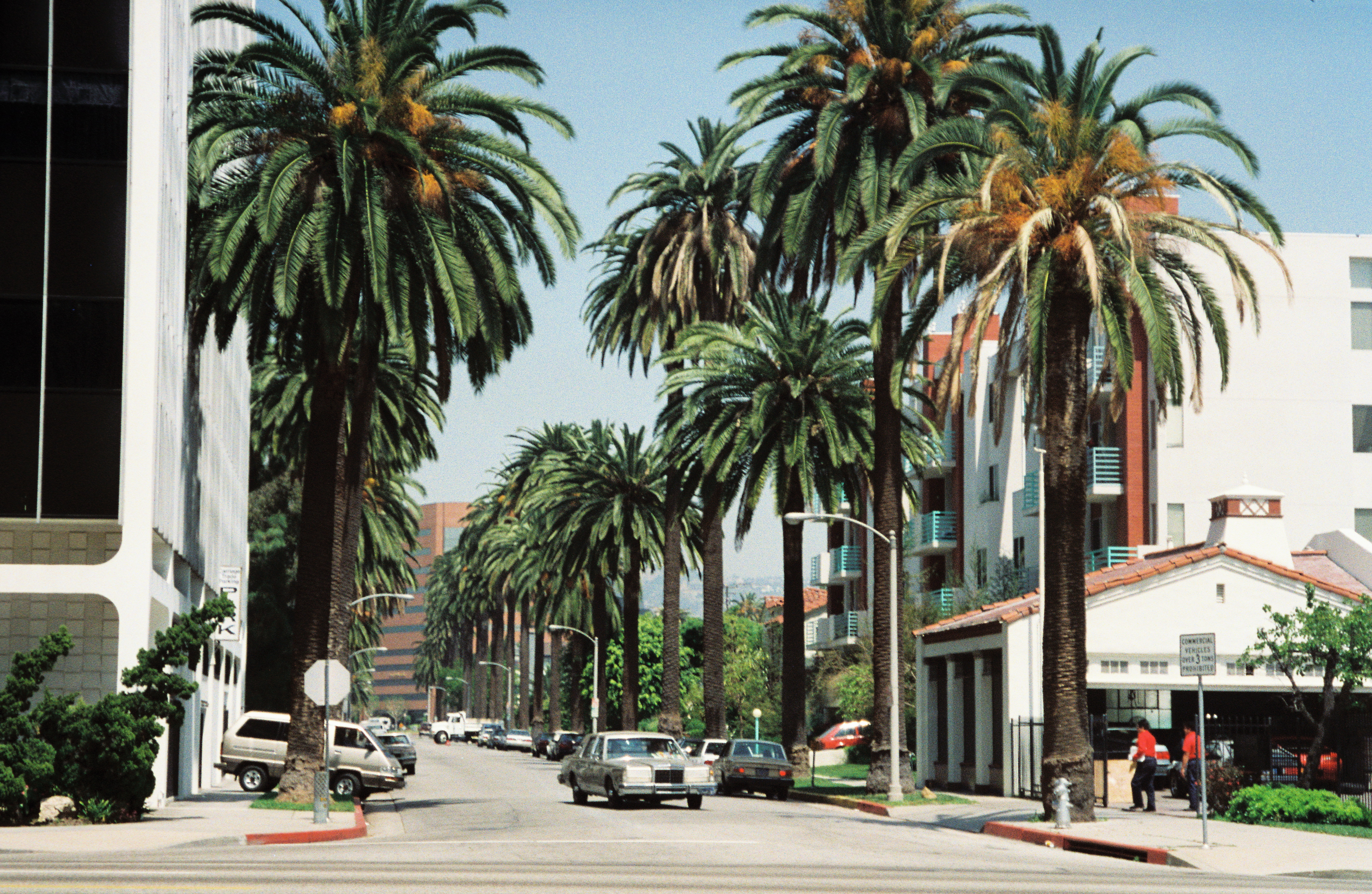
Foto de Beverly Hills presa des de Wilshire Boulevard.

Beverly Hills és una ciutat localitzada al Comtat de Los Angeles, Califòrnia, Estats Units, que es troba al peu de les muntanyes de Santa Mònica. Està completament envoltada per la ciutat de Los Angeles, a l'est amb el barri de West Hollywood i el Fairfax District, al sud limita amb el barri de Westwood Village i Century City, els quals són barris financers de la ciutat de Los Angeles i no ciutats incorporades. Beverly Hills és famosa per les grans mansions que acull i per ser la llar dels rics i famosos i de les grans estrelles del cinema. És llar d'actors famosos com Robert Redford, Leonardo DiCaprio, Julia Roberts, Nicolas Cage, John Travolta, Jack Nicholson, Paris Hilton, Johnny Depp, David Beckham, entre d'altres.